# Trần Hưng Đạo, thành phố Kon Tum
Trần Hưng Đạo là một phường thuộc thành phố Kon Tum, tỉnh Kon Tum, Việt Nam.

## Địa lý
Phường Trần Hưng Đạo có vị trí địa lý:
- Phía đông giáp xã Chư Hreng
- Phía tây và phía nam giáp xã Hòa Bình
- Phía bắc giáp phường Nguyễn Trãi và phường Lê Lợi.

Phường Trần Hưng Đạo có diện tích 6,38 km², dân số năm 2020 là 6.895 người, mật độ dân số đạt 1.081 người/km².

## Hành chính
Phường Trần Hưng Đạo được chia thành 5 tổ dân phố: 1, 2, 3, 4, 5.

## Lịch sử
Ngày 8 tháng 1 năm 2004, Chính phủ ban hành Nghị định 13/2004/NĐ-CP về việc thành lập phường Trần Hưng Đạo trên cơ sở 590 ha diện tích tự nhiên và 5.857 nhân khẩu của xã Hòa Bình.
Ngày 10 tháng 4 năm 2009, Chính phủ ban hành Nghị định 15/NĐ-CP về việc thành lập thành phố Kon Tum thuộc tỉnh Kon Tum. Phường Trần Hưng Đạo trực thuộc thành phố Kon Tum.
Ngày 30 tháng 12 năm 2019, Hội đồng nhân dân tỉnh Kon Tum ban hành Nghị quyết số 66/NQ-HĐND về việc:
- Sáp nhập 176 hộ TDP 5 vào TDP 4
- Sáp nhập TDP 6, TDP 7 vào phần còn lại TDP 5.